# تی-۳۵ پیلان
تی-۳۵ پیلان (به انگلیسی: ENAER_T-35_Pillán) یک هواگرد از نوع هواپیمای آموزشی ساخت شرکت ENAER است. هواگرد تی-۳۵ پیلان نخستین پروازش را در ۶ مارس ۱۹۸۱ میلادی انجام داد. در مجموع، تعداد ۱۵۴ فروند از این هواگرد ساخته شده‌است.